# Гулбис, Ростислав Эдуардович
Ростислав Эдуардович Гулбис (28 февраля 1989, Москва, СССР — 29 июня 2021, Кострома, Россия) — российский актёр театра и кино. Известен по роли Олега Елисеева в сериале «Полицейский с Рублёвки», лейтенанта Коломейца в «Чернобыль. Зона отчуждения» и в роли «Гнома» в фантастическом боевике «Кома».

## Биография
Родился 28 февраля 1989 года в Москве. С раннего возраста начал заниматься музыкой так как его отец — композитор, дирижёр и преподаватель Московского государственного педагогического института имени М. М. Ипполитова-Иванова.
Увлекался музыкальными инструментами до 13 лет. Окончательно бросил музыку спустя два года после выпуска из Детской музыкальньй школы П. И. Юргенсона.
В 11 классе неожиданно решил попробовать себя в актёрском направлении. После окончания школы, юноша подал документы в ГИТИС. Там он не прошел кастинг и не стал опускать руки. Поступил в Институт театрального искусства рекламы и шоу-бизнеса Эдуарда Ливнева. После окончания института пошел работать в Драматический театр имени Рубена Симонова. В театре играл много различных ролей, но с 2011 года начал сниматься в кино.

### Смерть и похороны
Скончался на 33-м году жизни 29 июня 2021 года в Костроме из-за обострения панкреатита, который привёл к почечной недостаточности и отёку лёгких. По словам близких — из-за проблем с почками, возможна версия острой почечной недостаточности и халатности врачей. Прощание с актёром прошло 3 июля 2021 года на территории Главного военного клинического госпиталя имени академика Н. Н. Бурденко. Похоронен на Ваганьковском кладбище в Москве.

### Личная жизнь
В течение 5 лет состоял в отношениях с Дарьей Данилко. В 2021 году новой девушкой актёра стала Виктория Жигулина.

## Фильмография
- 2011 — Глухарь «Опять Новый!» (старлей)
- 2011 — Следственный комитет (гопник)
- 2012 — Кулагин и партнёры (Максим Игнатьев)
- 2013 — Бесследно (Юра)
- 2013 — Всё и сразу (парень)
- 2013 — Солдаты. Снова в строю (Семён Зеленцов)
- 2014—2018 — Практика (Володя, актёр и ведущий свадьбы)
- 2014—2017 — Чернобыль. Зона отчуждения (лейтенант Коломеец)
- 2015 — Женская консультация (Тимур)
- 2016—2019 — Полицейский с Рублёвки (Олег Елисеев)
- 2016 — Шелест (Локтев)
- 2018 — Полицейский с Рублёвки. Новогодний беспредел (Олег Елисеев)
- 2019 — Полицейский с Рублёвки. Новогодний беспредел 2 (Олег Елисеев)
- 2019 — Чернобыль: Зона отчуждения. Финал (лейтенант Коломеец)
- 2020 — Кома (Гном)
- 2020 — Нагиев на карантине (дезинфектор)
- 2021 — После Чернобыля (Семён Гарин)
- 2021 — Проклятый чиновник (Артём)
- 2021 — Яжотец (ведущий новостей (14 серия)

### Участие в клипах
- 2021 — «Гудтаймс» —  «Спасибо, Артем»